# Choristodon robustum
Choristodon robustum är en musselart som först beskrevs av G. B. Sowerby I 1834.  Choristodon robustum ingår i släktet Choristodon och familjen Petricolidae. Inga underarter finns listade i Catalogue of Life.